# 追光动画
追光动画（英語：Light Chaser Animation Studios）由土豆网创始人、前CEO王微于2013年3月在北京创立。

## 发展历程
在2013年3月12日，王微宣布成立一个动画电影制片厂名叫追光动画，因他看中了迅速增长的中国电影市场。
2014年3月12日，追光动画发布首部动画短片《小夜游》，逐步走向大众视野。其首部动画电影《小门神》于2016年1月1日正式上映，随后推出了《阿唐奇遇》（2017年）、《猫与桃花源》（2018年）。
追光第四部动画电影《白蛇：缘起》于2019年1月11日上映，因口碑极佳取得了4.49亿人民币，票房较之前三部有了显著进步，成为追光第一部盈利的作品。
追光动画经历约十年在题材、受众定位等方面的调整和探索，建立起“新传说”、“新神话”及“新文化”三大系列：以《白蛇》系列为代表的“新传说”系列是基于中国民间传说的故事新编；“新神话”系列，也称作新神榜系列，由《新神榜：哪吒重生》（2021年）、《新神榜：杨戬》（2022年）等作品建构，是对中国神话故事进行的全新演绎；“新文化”系列聚焦中国历史人物和经典作品，传承和弘扬中华传统文化，新文化系列开篇之作《长安三万里》于2023年7月8日上映。

## 動畫長片
| 片名                   | 上映日期      | 導演                                       | 附註 | 來源 |
| ---------------------- | ------------- | ------------------------------------------ | ---- | ---- |
| 《小门神》             | 2016年1月1日  | 王微                                       |      |      |
| 《阿唐奇遇》           | 2017年7月21日 | 王微                                       |      |      |
| 《猫与桃花源》         | 2018年4月5日  | 王微                                       |      |      |
| 《白蛇：缘起》         | 2019年1月11日 | 黄家康、赵霁                               |      |      |
| 《新神榜：哪吒重生》   | 2021年2月12日 | 趙霽                                       |      |      |
| 《白蛇2：青蛇劫起》    | 2021年7月23日 | 黃家康                                     |      |      |
| 《新神榜：杨戬》       | 2022年8月19日 | 趙霽                                       |      |      |
| 《长安三万里》         | 2023年7月8日  | 謝君偉、鄒靖                               |      |      |
| 《白蛇：浮生》         | 2024年8月10日 | 陳健喜、李佳鍇                             |      |      |
| 《聊斋：兰若寺》       | 2025年7月12日 | 崔月梅、刘源、谢君伟、邹靖、黄鹤宇、刘一林 |      |      |
| 《三国第一部：争洛阳》 | 2026年        | 待定                                       |      |      |
| 《水浒1：风雪山神庙》  | 2026年        | 待定                                       |      |      |
| 《朝花·夕拾》          | 2027年        | 待定                                       |      |      |

## 外部連結
- 官方网站